# Haid (Ziegelbach)
Haid ist ein Wohnplatz auf der Gemarkung Ziegelbach von Bad Wurzach im Landkreis Ravensburg.

## Lage
Haid liegt im Naturraum Riß-Aitrach-Platten (Naturraum-Nr. 41), welche ein Teil der Großlandschaft Donau-Iller-Lech-Platte (Großlandschaft-Nr. 4) sind.
Geografisch befindet sich Haid etwa:
- 150 m südöstlich von Kimpfler
- 400 m südlich von Haasen
- 670 m nördlich von Bechtinger
- 710 m nordwestlich von Ziegelbach
- 1,5 km südöstlich von Haidgau[4]

Des Weiteren liegt die Siedlung im Gewässereinzugsgebiet der Aitrach, deren linker Oberlauf lokal auch als Wurzacher Ach bezeichnet wird und über Iller und Donau in das Schwarze Meer entwässert.

## Verkehrsanbindung
Haid ist ausschließlich über die K 7932 an das Verkehrsnetz angebunden, über diese Kreisstraße sind es nach Südosten bis Ziegelbach etwa 700 m und nach Nordwesten bis Kimpfler circa 250 m. 
Von Ziegelbach aus besteht über die L 317a eine Straße über Rohrbach und Eintürnen nach Wolfegg sowie nach Norden in Richtung Bad Wurzach. Von Kimpfler aus führt die L 300 westlich über Haidgau und Haisterkirch nach Bad Waldsee. Ebenfalls von Kimpfler aus verläuft die L 314 östlich nach Bad Wurzach und westlich über Menisweiler und Roßberg nach Bergatreute.

### Öffentlicher Personennahverkehr
Obwohl die nächste Bahntrasse nur rund 90 m nördlich von Haid verläuft, befindet sich der nächstgelegene Bahnhof in Bad Wurzach, mit dem Fahrrad sind es über Ziegelbach etwa 4,5 km. Die nächste Bushaltestelle ist in Kimpfler.

### Radverkehr
In Haid gibt es keine Radwege, und der Ort liegt nicht am Radnetz Baden-Württemberg. Der nächste Radweg ist bei Haasen zu finden, und er führt entlang der L 314 nach Bad Wurzach. Der nächste Anschluss an das Radnetz Baden-Württemberg ist in Bad Wurzach, über Ziegelbach sind es ca. 4,5 km mit dem Rad Fahrrad.